# 李乘雲
李乘雲（1507年—1553年），字子雨，号荆阳，河南钧州（今河南禹州市）人，民籍。明朝政治人物。

## 生平
七月十一日生，行一，治《書經》，由州學生中式嘉靖十年（1531年）河南鄉試第四十八名舉人，年二十六歲中式嘉靖十一年（1532年）壬辰科會試第二百四十五名，第三甲第十二名進士。觀工部政，授行人，嘉靖十五年（1536年）五月，选授山东道监察御史，巡视皇城，严厉打击贿赂，降太倉州判官，升嘉定县知县、蒲州知州，二十二年（1543年）升平陽府知府，二十七年（1548年）升山西副使，霸州兵备，正当俺答入犯，乘云披甲上阵，固守御敌。升陝西右參政，嘉靖三十二年（1553年）養病歸里，两月後卒，年四十七。
有《鸣鸠山集》传。

## 家族
其高祖七十得子名李刚。曾祖李剛，祖父李全，父李延，妻周氏，生七子，三人中进士，有“河东三凤”之譽。具慶下，妻劉氏，弟登雲；凌雲；披雲；望雲；慶雲；燦雲。

## 延伸阅读
- 高拱《李荆阳祭文》

[在维基数据编辑]
 《明史卷二百九十三》，出自《明史》